# 不在宴会
『不在宴会』（ふざいえんかい）は、松本清張の短編小説。『十二の紐―紫の紐』の副題で『小説新潮』1967年11月号に掲載され、1967年12月に短編集『死の枝』収録の1作として、新潮社（新潮小説文庫）より刊行された。
2008年にテレビドラマ化されている。

## あらすじ
中央省庁課長の魚住一郎は、視察先の北九州で、愛人にしたバーの女と落ち合うことにしていた。そのため、工場長の熊田と次長の鶴原がセッティングした宴会への出席を断ったが、宴会には「出席していたことにする」ことで合意を取り付ける。しかし、女のいる温泉旅館に着いた魚住の目に飛び込んできたのは、浴室に横たわっている白い死体であった。

## テレビドラマ
「松本清張特別企画 不在宴会 死亡記事の女」。2008年2月17日、BSジャパンの「BSミステリー」枠（21:00-22:48）にて放映。地上波では、同年2月20日、テレビ東京系列の「水曜ミステリー9」枠（21:00-22:48）にて放映。主人公の視察先を福島県に設定し、岳温泉を死体発見場所としている。
キャスト
- 魚住一郎：三浦友和 （交通省局長）
- 魚住早紀子：田中好子 （魚住の妻）
- 鶴原：平田満 （バス会社「協和交通」の支所長）
- 五十畑信介：竜雷太 （代議士・早紀子の父)
- 小倉麻子：小嶺麗奈 （「協和交通」社員で鶴原の愛人）
- 米村：浅野和之 （五十畑の秘書）
- 下村：宇梶剛士 （塾「光陽ゼミナール」の講師で少年野球チームの監督）
- 松島：六平直政 （福島南署 刑事）
- 浅田：小木茂光 （福島南署 刑事）
- 小宮山：山中聡（福島南署 刑事）
- 卜部：米山善吉（福島南署 刑事）
- 長谷川茜：中島ひろ子 （銀座のクラブのホステス)
- 佐藤恵子：松本詩代 （新宿のスナック「栞Ⅰ」ホステス)
- 向井：金山一彦 （「栞Ⅰ」マスター）
- 魚住一之：伊藤大翔 （魚住の息子）
- 魚住布美：寉岡瑞希 （魚住の娘）
- 浅見小四郎、藤巻裕己（高橋）、市村直樹（阿部）、志野隆夫（谷）、大橋亘、齊藤あきら、きゅうたろう（熊田専務）、春海四方、相元晴名、出口高司、野口雅弘、美奈、中村恭子

スタッフ
- 脚本：西岡琢也
- 監督：榎戸耕史
- ロケ協力：二本松市、本宮市、岳温泉鏡が池碧山亭、協和交通、いばらきフィルムコミッション　ほか
- 技術協力：渋谷ビデオスタジオ、ビデオスタッフ
- 照明協力：東新
- プロデュース：橋本かおり、椿宜和、永田博康
- 制作：角川映画、BSジャパン、テレビ東京

| テレビ東京系列 水曜ミステリー9                                | テレビ東京系列 水曜ミステリー9                       | テレビ東京系列 水曜ミステリー9                                       |
| 前番組                                                        | 番組名                                               | 次番組                                                               |
| ------------------------------------------------------------- | ---------------------------------------------------- | -------------------------------------------------------------------- |
| 夏樹静子サスペンス特別企画 四文字の殺意 ひめごと （2008.2.6） | 松本清張特別企画 不在宴会 死亡記事の女 （2008.2.20） | 第27回横溝正史ミステリ大賞 テレビ東京賞受賞作品「誤算」 （2008.3.5） |